# Google Meet
Google Meet (anciennement Hangouts Meet) est un service de visioconférence développé par Google pour remplacer Google Hangouts. Google a commencé à retirer la version classique de Hangouts en 2019 pour organiser la suppression définitive en 2020, finalement retardée pour devenir une migration des utilisateurs vers Google Chat courant 2021,.
Au départ, Google a lancé Meet en tant que service commercial. En avril 2020, Google l'a proposé gratuitement à tous les utilisateurs, suscitant des spéculations sur le remplacement de Hangouts par une version grand public de Meet,.

## Histoire
Après avoir offert le service sur invitation et avoir lancé une application iOS en février 2017, Google a officiellement lancé Meet en mars 2017. L'application était alors présentée comme une version de Hangouts adaptée aux entreprises. Lors de son lancement, le service comportait une application web, une application Android et une application iOS. Les utilisateurs de l'application bénéficiaient de nombreuses fonctionnalités :
- jusqu'à 100 participants par appel pour les utilisateurs de la G Suite Basic, jusqu'à 150 pour les utilisateurs de la G Suite Business, et jusqu'à 250 pour les utilisateurs de la G Suite Enterprise[9],[10] ;
- possibilité de participer à des réunions depuis le web ou via des applications Android ou iOS ;
- possibilité de participer à des réunions avec un numéro d'appel[9] ;
- numéros d'appel protégés par mot de passe pour les utilisateurs de l'édition Enterprise ;
- intégration avec Google Calendar pour initier des réunions en un clic ;
- partage d'écran pour présenter des documents, des feuilles de calcul ou des présentations[9] ;
- appels chiffrés entre tous les utilisateurs[9] ;
- Dessinez et collaborez sur Google Meet en utilisant Jamboard
- sous-titrage en temps réel basé sur la reconnaissance vocale.

Les utilisateurs de la version gratuite doivent accepter certaines limitations :
- après septembre 2020, les réunions sont limitées à 60 minutes[4] ;
- tous les participants doivent avoir un compte Google[4].

Bien que Google Meet offre des fonctions qui n'étaient pas disponibles dans Hangouts, certaines fonctionnalités de Hangouts ont été supprimées, notamment l'affichage simultané des participants et du clavardage. Le nombre de flux vidéo a également été réduit à 8 (alors que jusqu'à 4 flux peuvent être affichés dans une disposition en tuiles), en donnant la priorité aux participants qui ont utilisé leur microphone le plus récemment. En outre, des fonctionnalités telles que la boîte de dialogue de clavardage ont été modifiées pour superposer les flux vidéos, plutôt que de les redimensionner pour les adapter.

### Accès gratuit
En réponse à la pandémie de Covid-19 en mars 2020, Google a offert des fonctionnalités avancées de Meet, qui nécessitaient auparavant un compte Entreprise, à toute personne utilisant la Google Workspace ou la Google Workspace for Education. L'utilisation de Meet a augmenté d'un facteur de 30 entre janvier et avril 2020, avec 100 millions d'utilisateurs par jour accédant à l'application en avril. Au même moment, Zoom attirait 200 millions d'utilisateurs,,.
Jusqu'en mai 2020, un compte Google Workspace était nécessaire pour organiser et lancer une vidéoconférence, mais avec la demande accrue de vidéoconférence durant la pandémie COVID-19, Google a offert un accès gratuit à Meet aux titulaires de comptes Google gratuits. À la suite de cette annonce, le directeur de la gestion des produits de Google a recommandé aux consommateurs d'utiliser Meet à la place de Hangouts,.
Les appels Meet gratuits ne peuvent avoir qu'un seul hôte et peuvent accueillir 100 participants, comparativement à une limite de 250 participants pour les utilisateurs de la version payante Google Workspace, et de 25 participants pour Hangouts. Contrairement aux appels de la version payante, les appels gratuits ne peuvent pas être enregistrés. Google a déclaré que les données des consommateurs ne seront pas utilisées pour le ciblage publicitaire. Bien que les données des appels ne soient pas utilisées à des fins publicitaires, sur la base d'une analyse de la politique de confidentialité de Meet, Google se réserve le droit de recueillir des données sur la durée des appels, les participants et leurs adresses IP.
Les utilisateurs doivent posséder un compte Google pour organiser ou participer à un appel et toute personne disposant d'un compte Google peut lancer une conférence Meet en un clic depuis Gmail,.
Les appels gratuits n'ont pas de limite de temps, mais seront limités à 60 minutes à partir de septembre 2020. Pour des raisons de sécurité, les hôtes peuvent refuser l'entrée et supprimer des utilisateurs pendant un appel. À partir d'avril 2020, Google prévoit de mettre en place un filtre antibruit et un mode de faible éclairage,.
Google Meet utilise des protocoles propriétaires pour le codage de la vidéo, de l'audio et des données. Cependant, Google s'est associé à la société Pexip pour assurer l'interopérabilité entre Google Meet et les équipements et logiciels de conférence basés sur SIP/H.323.
En 2020, Google Meet propose d'utiliser des arrière-plans personnalisés lors des appels vidéos. Une fonctionnalité déjà présente chez le concurrent Zoom.

## Controverse sur la compatibilité avec le RGPD
Lors du premier confinement en avril 2020, l'autorité allemande de protection des données personnelles indique que Meet n'est pas conforme au RGPD, comme plusieurs solutions commerciales concurrentes telles que Microsoft Teams et Zoom.